# Ry Cooder
Ry Cooder, de son nom complet Ryland Peter Cooder, est un musicien, producteur et écrivain américain, né le 15 mars 1947 à Los Angeles. En 2014, le magazine américain Rolling Stone le classe 8e dans le classement des 100 meilleurs guitaristes de tous les temps.

## Biographie

### Jeunesse
À l'âge de trois ans, un accident lui fait perdre la vue de l'œil gauche. Après avoir débuté au club Ash Grove (en) de Los Angeles, où il côtoie de vieux bluesmen et vétérans du folk, il forme en 1964 avec Taj Mahal, Gary Marker et Jesse Lee Kincaid le groupe Rising Sons, qui ne produit alors qu'un seul disque microsillon format 45 tours (un album complet de leurs enregistrements de 1964/1966 sortira finalement en 1992). Leur producteur Terry Melcher le remarque et l'aide à ouvrir les portes des studios de Los Angeles. Il joue alors avec Randy Newman, Jackie DeShannon, Paul Revere and the Raiders, Gentle Soul, The Ceyleib People. Il enregistre également avec le Captain Beefheart's Magic Band pour le premier album du Captain, Safe as Milk.
Sa grande maîtrise technique (c'est un des grands spécialistes de la slide guitar) et sa connaissance des répertoires du blues et du folk le font remarquer en 1969 par les Rolling Stones, avec lesquels il participe aux sessions des albums Let It Bleed, Sticky Fingers et du projet Jamming With Edward avec Nicky Hopkins. C'est ainsi lui qui joue la partie de slide guitar  de Sister Morphine dans la version de Marianne Faithfull puis dans celle des Rolling Stones, et sur la musique du film de Mick Jagger Performance (notamment le titre Memo From Turner).

### Années 1970
Guitariste et chanteur, explorateur et interprète de la musique traditionnelle des États-Unis et des musiques du monde, il commence dans les années 1970 à voyager et à travailler avec des musiciens d'autres régions et pays. Il rencontre ainsi le producteur de Memphis Jim Dickinson (qui produira certains de ses premiers albums et l'accompagnera sur de nombreux projets), puis les musiciens hawaïens (plusieurs albums sous son nom ou avec Gabby Pahinui), et les musiciens Tex Mex tels Flaco Jiménez (qui l'initie à l'accordéon). Ses voyages l'emmèneront également à Okinawa (albums avec Shoukichi Kina et les Nenes), en Irlande (sessions avec The Chieftains) et en Galice (un album de Carlos Núñez) ainsi qu'à enregistrer avec Ali Farka Touré du Mali pour l'album Talking Timbuktu, salué par la critique. En Inde, il rencontre le guitariste Vishwa Mohan Bhatt avec lequel il enregistre Meeting By The River. Il enregistre ponctuellement avec des bluesmen américains tels Clarence Gatemouth Brown ou John Lee Hooker. Il a développé une étroite relation avec le multi-instrumentiste David Lindley, dont le parcours est très comparable. Chaque album de Cooder correspond à un style de musique et à une guitare.
Depuis les années 1960, Ry Cooder a enregistré de très nombreuses sessions pour des musiciens tels Arlo Guthrie, Randy Newman, Buffy Sainte-Marie, The Everly Brothers, Neil Young, Jackson Browne, Van Morrison, Little Feat, Steve Young, Aaron Neville. Et surtout son amitié avec un autre slide guitariste David Lindley, que l'on retrouve sur pratiquement tous les albums de Ry et toutes les BO, lui a permis d'enchaîner concerts sur tournées, tous les deux seuls ou en formation réduite et familiale, le fils de Ry aux percussions et la femme de David au chant.
Dans les années 1970, son travail dans les studios de Los Angeles l'a amené à collaborer à des musiques de films, et graduellement il devient compositeur et producteur des bandes sons de films de Wim Wenders pour Paris, Texas, Louis Malle, Walter Hill. Il a signé ou travaillé à plus de vingt musiques de films, la plus connue demeurant Paris, Texas.

### Années 1980
Ry, depuis les années 1980, produit ses propres disques et ceux des musiciens de son entourage tels Bobby King & Terry Evans. Il a fondé le label Perro Verde pour ses projets, dont les albums avec Manuel Galbán, Chávez Ravine.
Il participe à la bande son originale du film Paris, Texas (1984) de Wim Wenders.

### Années 1990
Ry Cooder a fait partie en 1992 avec John Hiatt, Nick Lowe et Jim Keltner du groupe éphémère Little Village.
En 1995, il remporte le Grammy Awards du meilleur album « World » avec Ali Farka Touré, multi-instrumentiste africain, pour l'album Talking Timbuktu produit par lui-même. Jim Keltner aux percussions, un collaborateur régulier de Ry, mais aussi le guitariste Clarence Gatemouth Brown, le bassiste John Patitucci, et des musiciens africains dont Hamma Sankare et Oumar Toure collaborent au disque.
En 1996, il s'implique dans un projet du label World Circuit à Cuba et devient ainsi le producteur de l'album Buena Vista Social Club qui remet à l'honneur les vétérans du son cubain, Ibrahim Ferrer, Rubén González et Compay Segundo. Marqué par cette rencontre avec Cuba, Ry jouera ou produira ensuite des albums de Ibrahim Ferrer, Rubén González, Eliades Ochoa et Manuel Galbán.

### Années 2000
En 2002 il sort un album en duo avec Manuel Galbán.
En 2004-2005, il travaille sur un projet illustrant les méfaits de la spéculation immobilière sur une communauté de Chicanos du Los Angeles des années 1950. Il y implique de nombreux musiciens Chicanos, souvent âgés, et l'album Chávez Ravine sort en 2005.
En 2007, il sort l'album Buddy et produit celui de Mavis Staples.
En 2008, l'album I, Flathead parait.
En 2011, il écrit et fait paraître le recueil de nouvelles Los Angeles Stories, traduit en français en 2013 sous le titre Los Angeles Nostalgie.

### Vie privée
Il est marié à la photographe Susan Titelman (sœur du producteur Russ Titelman). Leur fils Joachim Cooder, également musicien, est percussionniste.

## Discographie

### Albums studio
| Année | Album                                            | Meilleure position dans les charts | Meilleure position dans les charts | Meilleure position dans les charts | Meilleure position dans les charts | Meilleure position dans les charts |
| Année | Album                                            | Drapeau de la France               | Drapeau du Canada                  | Drapeau de la Suisse               | Drapeau de l'Angleterre            | Drapeau des États-Unis             |
| ----- | ------------------------------------------------ | ---------------------------------- | ---------------------------------- | ---------------------------------- | ---------------------------------- | ---------------------------------- |
| 1970  | Ry Cooder                                        | -                                  | -                                  | -                                  | -                                  | -                                  |
| 1972  | Into the Purple Valley                           | -                                  | -                                  | -                                  | -                                  | -                                  |
| 1972  | Boomer's Story                                   | -                                  | -                                  | -                                  | -                                  | -                                  |
| 1974  | Paradise and Lunch                               | -                                  | -                                  | -                                  | -                                  | -                                  |
| 1976  | Chicken Skin Music                               | -                                  | -                                  | -                                  | -                                  | -                                  |
| 1977  | Show Time                                        | -                                  | -                                  | -                                  | -                                  | -                                  |
| 1978  | Jazz                                             | -                                  | -                                  | -                                  | -                                  | -                                  |
| 1979  | Bop till You Drop                                | -                                  | 92                                 | -                                  | 39                                 | -                                  |
| 1980  | Borderline                                       | -                                  | -                                  | -                                  | 35                                 | -                                  |
| 1982  | Ry Cooder Live                                   | -                                  | -                                  | -                                  | -                                  | -                                  |
| 1982  | The Slide Area                                   | 20                                 | -                                  | -                                  | 18                                 | -                                  |
| 1984  | Streets of Fire                                  | -                                  | -                                  | -                                  | -                                  | -                                  |
| 1987  | Get Rhythm                                       | -                                  | 34                                 | -                                  | 75                                 | 177                                |
| 1992  | Little Village (avec John Hiatt)                 | -                                  | -                                  | -                                  | -                                  | -                                  |
| 1993  | A Meeting by The River (avec Vishwa Mohan Bhatt) | -                                  | -                                  | -                                  | -                                  | -                                  |
| 1994  | Talking Timbuktu (avec Ali Farka Touré)          | -                                  | -                                  | 23                                 | 44                                 | -                                  |
| 2003  | Mambo Sinuendo (avec Manuel Galbán)              | 81                                 | -                                  | 45                                 | -                                  | 52                                 |
| 2005  | Chávez Ravine                                    | 125                                | -                                  | 42                                 | 35                                 | 149                                |
| 2007  | My Name is Buddy                                 | -                                  | -                                  | 70                                 | 41                                 | 168                                |
| 2008  | I, Flathead                                      | -                                  | -                                  | -                                  | 84                                 | -                                  |
| 2011  | Pull Up Some Dust and Sit Down                   | -                                  | -                                  | -                                  | -                                  | -                                  |
| 2012  | Election Special                                 | -                                  | -                                  | -                                  | -                                  | -                                  |
| 2013  | Live in San Francisco (en)                       | -                                  | -                                  | -                                  | -                                  | -                                  |
| 2018  | The Prodigal Son                                 | -                                  | -                                  | -                                  | -                                  | -                                  |

### Musiques de films
- 1980 : Le Gang des frères James (The Long Riders) de Walter Hill
- 1981 : Sans retour (Southern Comfort) de Walter Hill
- 1982 : Police frontière (The Border) de Tony Richardson (Geffen Records) avec John Hiatt, Jim Dickinson, Jim Keltner, Sam « the Sham » Samudio
- 1984 : Paris, Texas de Wim Wenders
- 1984 : Les Rues de feu (Streets of Fire) de Walter Hill
- 1985 : Comment claquer un million de dollars par jour (Brewster's Millions) de Walter Hill
- 1985 : Alamo Bay de Louis Malle (Slash Records) avec John Hiatt, Amy Madigan, David Hidalgo et Cesar Rosas, Van Dyke Parks, Jim Dickinson, Jim Keltner, David Lindley, Kazu Matsui, Jorge Calderon…
- 1986 : Crossroads de Walter Hill
- 1986 : Blue City de Michelle Manning (Paramount Pictures) WB Records, avec Jim Keltner, Steve Porcaro, David Paich
- 1989 : Johnny Belle Gueule (Johnny Handsome) de Walter Hill
- 1992 : Les Pilleurs (Trespass) de Walter Hill (Sire Records) avec Jim Keltner, Jon Hassell, Nathan East, David Lindley, Van Dyke Parks, Jr. Brown
- 1993 : Geronimo de Walter Hill
- 1996 : Dernier Recours (Last Man Standing) de Walter Hill
- 1997 : The End of Violence (MGM) de Wim Wenders
- 1998 : Primary Colors (MCA) de Mike Nichols (Universal) avec Van Dyke Parks, Jon Hassell, Jacky Terrasson
- 2007 : My Blueberry Nights (Blue Note Records) de Wong Kar-wai avec Joachim Cooder, Jared Smith, Martin Pradler

### Divers
- 1988 : Pecos Bill (Rabbit Ears Prod.) musique d'un conte pour enfants lu par Robin Williams

### Participations
- 1967 : Safe as Milk de Captain Beefheart (Buddah Records)
- 1967 : Tanyet de The Ceyleib People (Vault Records) avec Larry Knechtel, Jim Horn...
- 1968 : Taj Mahal (CBS)
- 1969 : Running down the road de Arlo Guthrie (Warner) produit par Lenny Waronker et Van Dyke Parks
- 1969 : Jaming with Edwards avec Nicky Hopkins, Charlie Watts, Bill Wyman, Mick Jagger (Rolling Stones Records)
- 1970 : Washington County de Arlo Guthrie (Warner)  produit par Lenny Waronker
- 1970 : Greatest Hits de Phil Ochs (A&M) produit par Van Dyke Parks
- 1971 : She used to wanna be a ballerina de Buffy Sainte-Marie (Vanguard) avec Crazy Horse, Neil Young...   produit par Jack Nitzsche
- 1971 : Little Feat (Warner) produit par Russ Titelman
- 1973 : Last of Brooklyn cowboys produit par Lenny Waronker
- 1974 : Gabby Pahinui Hawaiian Band, Vol 1 (Edsel Records)
- 1974 : Arlo Guthrie (Warner) avec Jim Keltner, Chris Ethridge...
- 1975 : Stampede (Warner) de The Doobie Brothers avec Maria Muldaur, Curtis Mayfield
- 1979 : Into the Music de Van Morrison (Polydor) avec Mark Isham
- 1981 : Hoy-Hoy! de Little Feat (Warner) avec Robben Ford, Jim Keltner, Emmylou Harris, Linda Ronstadt
- 1987 : Duane Eddy de Duane Eddy (Capitol) avec Paul McCartney, Jeff Lynne,Jim Keltner, George Harrison et Steve Cropper
- 1987 : Trio (Warner)  avec Albert Lee, David Lindley, Bill Payne
- 1987 : Bring the family (Geffen) de John Hiatt, avec Jim Keltner et Nick Lowe
- 1988 : Live and let live!  (Rounder) de Bobby King & Terry Evans avec Jim Keltner...
- 1988 : Flaco's amigos (Arhoolie) avec Peter Rowan, Fred Ojeda, Oscar Telles
- 1989 : The Man with the Blue Post Modern Fragmented Neotradionalist Guitar de Peter Case (Geffen) avec David Hidalgo, David Lindley, Jim Keltner, T-Bone Burnett..
- 1990 : Party of One (Reprise) de Nick Lowe produit par Dave Edmunds avec Jim Keltner, Paul Carrack
- 1990 : Rhythm, blues, soul & grooves (Rounder) de Bobby King & Terry Evans
- 1991 : Mr Lucky de John Lee Hooker
- 1992 : Partners de Flaco Jimenez (Reprise) avec Stephen Stills, Dwight Yoakam, Linda Ronstadt, John Hiatt, Emmylou Harris, Los Lobos...
- 1992 : Peace to the neighborhood de Pops Staple
- 1992 : The Pahinui Bros (Panini Records) avec David Lindley, Jim Keltner,Van Dyke Parks...
- 1994 : The Tractors  de Steve Ripley (Arista)  avec Bonnie Raitt, Jim Keltner, J.J. Cale, Leon Russell...
- 1994 : Talking Timbuktu de Ali Farka Toure (World Circuit) avec Clarence Gatemouth Brown et Jim Keltner
- 1994 : Blues for thought (Virgin) de  Terry Evans avec Jim Keltner
- 1994 : Father, father (Virgin) de Pops Staple avec  Jim Keltner
- 1995 : Puttin' it down (Audioquest) de  Terry Evans avec Jim Keltner, Jorge Calderon...
- 1995 : The Long Black Veil de The Chieftains
- 1996 : Looking East de Jackson Browne (Elektra) avec David Lindley, Bonnie Raitt...
- 1999 : Good dog, Happy man de Bill Frisell (Nonesuch Records) avec Jim Keltner
- 1999 : Fascinoma de Jon Hassell (Water Lily Acoustics) avec Jacky Terrasson...
- 1999 : The color within me de Janice Robinson (Warner) avec Jim Keltner...
- 2000 : Hollow bamboo de Ronu Majumbar - Bansuri (Water Lily Acoustics) avec Jon Hassell, Abhijit Banerjee, Rick Cox, Joachim Cooder...
- 2005 : In the heart of the moon de Ali Farka Touré & Toumani Diabaté (World Circuit)
- 2006 : Hello stranger de Joachim Cooder avec Paddy Maloney
- 2007 : We'll never turn back  de Mavis Staples (Anticon)
- 2008 : Friend for Life de Ersi Arvizu (Anti)
- 2010 : San Patricio, album de The Chieftains (qui comprend une reprise de la chanson A Canción Mixteca initialement composée pour le film Paris, Texas)
- 2014 : The Haden Triplets  (Third Man Record)

## Publications
- Los Angeles Nostalgie (Los Angeles Stories, City Lights Books, 2011), trad. fr. Ariane Bataille, Paris, 13e note éditions, 304 p., 2013  (ISBN 9782363740519) ; rééd. Paris, Les Belles Lettres, coll. Domaine étranger, 272 p., 2024  (ISBN 978-2251455624)

### Documentaires et captations de concert
- 1996 : Buena Vista Social Club de Wim Wenders
- 2001 : Live at the Odeon concert de Randy Newman avec Linda Ronstadt